# Ray Tomlinson (cestista)
Raymond John Tomlinson, detto Ray (Melbourne, 19 febbraio 1948), è un ex cestista e allenatore di pallacanestro australiano.

## Carriera
Con l'Australia ha disputato due edizioni dei Giochi olimpici (1972, 1976) e due edizioni dei Campionati del mondo (1970, 1974).